# Ichneumon chinensis
Ichneumon chinensis är en stekelart som beskrevs av Kokujev 1904. Ichneumon chinensis ingår i släktet Ichneumon och familjen brokparasitsteklar. Inga underarter finns listade i Catalogue of Life.